# Hiroshi Sekita
Hiroshi Sekita, noto anche come Yu Sekida, (Tokyo, 17 novembre 1932) è uno stuntman e attore giapponese.

## Biografia
È conosciuto principalmente per aver interpretato Gorosaurus nei film di Godzilla.

## Filmografia

### Cinema
- Mothra (1961)
- Watang! Nel favoloso impero dei mostri (1964)
- Kong, uragano sulla metropoli (1966) interpreta Sanda
- Il ritorno di Godzilla (1966) interpreta Ebirah
- King Kong, il gigante della foresta (1967) interpreta Mechani-Kong, Gorosaurus
- Il figlio di Godzilla (1967) interpreta Godzilla
- Gli eredi di King Kong (1968) interpreta Angilas,Gorosaurus
- Latitudine zero (1969) interpreta Bat-human

### Televisione
- Ultra Q (1966)